# Деветьярово (Бобинское сельское поселение)
Деветьярово — деревня в Слободском районе Кировской области в составе Бобинского сельского поселения.

## География
Находится на расстоянии примерно 11 км на восток от Нового моста через Вятку в городе Киров.

## История
Известна с 1678 года как починок Митинской на речке Плоской с 1 двором, в 1763 году (уже Никитинской) учтено 36 жителей. В 1873 году в починке Никтинский (Девятьяровский) было учтено дворов 3 и жителей 51, в 1905 9 и 50, в 1926 12 и 59, в 1950 15 и 60. В 1989 году отмечено 5 жителей. Нынешнее название утвердилось с 1939 года. Деревня имеет дачный характер.

## Население
Постоянное население не было учтено как в 2002 году, так и в 2010.